# Yaso Yuji
Yuji Yaso (sinh ngày 31 tháng 10 năm 1969) là một cầu thủ bóng đá người Nhật Bản.

## Sự nghiệp câu lạc bộ
Yuji Yaso đã từng chơi cho Gamba Osaka, Vissel Kobe, Albirex Niigata và Yokogawa Electric.